# Pongins
Els pongins (Ponginae) són una subfamília d'homínids que només conserva els exemplars vius dels orangutans. També s'hi engloba per semblances morfològiques encara que no genètiques els gèneres extints dels ankarapitecs, khoratpitecs, lufengpitecs, sivapitecs i gigantopitecs. A vegades també s'hi inclou els driopitecs.